# Yooka-Laylee
Yooka-Laylee — відеогра у жанрі екшн-пригодницького платформера, створена студією Playtonic Games та видана компанією Team17 для Windows, OS X, Linux, PlayStation 4, Wii U і Xbox One. Розроблена з використанням грального рушія Unity, групою з кількох колишніх ключових співробітників британської компанія Rare епохи Nintendo 64. Духовним спадкоємцем цієї гри є серія відеоігор Banjo-Kazooie. Серед них засновник студії Кріс Сазерленд, Стів Майлс, Стівен Герст, і Грант Киркгоп, які працювали над Banjo-Kazooie.
Відеогра вийшла 11 квітня 2017 року.

## Сюжет
Головні герої відеогри: хамелеон Юка (англ. Yooka) та кажан Лейлі (англ. Laylee).

## Геймплей
Гемплей відеогри схожий на Banjo-Kazooie. Гравець управляє чоловіком-хамелеоном Юка, який описується як «розумний», а також контролює жінку-кажан Лейлі, яка описана як «трохи божевільна». Відеогра призначена воскресити та модернізувати 3D-платформери кінця 90-х та початку 2000-х років. У ході своїх пригод, Юка і Лейлі будуть досліджувати світи, що містяться в магічних книгах, щоб зібрати «Pagies»: Золоті сторінки книги, які виступають як основна валюта в грі. Гравці можуть використовувати їх щоб розблокувати нові світи або розширювати ті, які вже були розблоковані. Кожен світ містити битва з босом.
У грі буде представлений мультиплеєр для двох гравців. Там також 2-4 гравця змагатимуться у одній з восьми різних міні-ігор.

## Розробка
8 вересня 2012 року група колишніх співробітників Rare оголосили про свій намір створити духовного спадкоємця Banjo-Kazooie.
Проєктне фінансування гри було анонсовано на Kickstarter на 1 травня 2015 року. Він досяг своєї первісної мети краудфандингової кампанії £175,000 протягом тридцяти восьми хвилин, і її найвищої мети в £1,000,000 за 21 годину, ставши найшвидшою відеогрою в історії, яка на Kickstarter досягла мітки 1 млн $ за найкоротший час. Пізніше Playtonic Games розіслала публічну заяву, в якій подякувала всім своїм прихильникам і обіцяла більше оновлень у майбутньому. Ті, хто вніс свій внесок заданої суми в акції отримають спеціальні нагороди, пов'язані з релізом гри.
Yooka-Laylee буде випущений для Windows, OS X, Linux, PlayStation 4, Wii U і Xbox One, з успіхом кампанії краудфандингу, що дозволяє одночасний реліз для консолей. У грі будуть представлені 3D-світи художника Стівен Герст, який працював над Banjo-Kazooie та Viva Piñata. Деякі персонажі розроблені Кевіном Бейлісом, який брав участь у розробці сучасних персонажів Kong у Donkey Kong Country, і Едом Брайаном, який розробив персонажів у Banjo-Kazooie. Колишні композитори Rare Девід Вайз, Ґрант Киркхоп і Стів Берк займаються створенням саундтрека. Саундтрек буде випущений на CD і винагородить деяких прихильників кампанії краудфандингу. Рідна мова гри — англійська, але також буде професіональна французька, німецька, італійська та іспанська мови. Для включення інших мов буде голосування серед учасників компанії Kickstarter. Колишній Super Play і Rare художник Віл Овертон буде ілюструвати інструкцію відеогри. Гра буде видана компанією Team17. У червні 2016 року, Playtonic оголосили, що вони відклали відеогру на початку 2017 року, щоб дати команді додатковий час на удосконалення гри.